# Harald Åkerberg
Olof Harald Åkerberg, född 12 oktober 1883 i Ljusdal, död 30 augusti 1950 i Örebro Olaus Petri församling, var en svensk socialdemokratisk riksdagspolitiker med bakgrund som journalist.

## Biografi
Hans föräldrar var fanjunkaren Olof Åkerberg (1842–1925) och Karolina Lindgren (1859–1933). Han gick i Hudiksvalls högre allmänna läroverk och tog studentexamen 1903. 
Under en kort period var han medarbetare på Hudiksvalls Nyheter. Han arbetade på Arbetarbladet 1906–1912 där han blev redaktionssekreterare 1908. Från 1912 var han chefredaktör på Örebro-Kuriren. Han blev medlem i Publicistklubben 1922. Han blev kassör i Svenska Journalistförbundets Gävlekrets 1908, och var ordförande där 1910–11.
Han var ledamot av riksdagens första kammare 1925–1950. Han var andre vice talman i första kammaren 1939–1950. I första kammaren hade han följande uppdrag:
- Ordförande i Bankoutskottet från 1933
- Ledamot av Utrikesnämnden från 1933
- Ordförande i det socialdemokratiska partiets förstakammargrupp
- Ledamot av 1933 års teaterutredning
- Ledamot av 1930 års försvarskommission från 1934
- Ledamot av Socialdemokraternas partistyrelse[2]

Vid bildandet av AB Tipstjänst var han dess förste styrelseordförande (1934–1937).
Han var en av fyra grundare av Bifrostorden.

### Privatliv
Åkerberg gifte sig 1913 med Anna Elisabeth, född Sundgren (1885–1965). I äktenskapet föddes barnen Björn (född 1913), Olle (född 1915), Ulf (född 1916), Ragnhild (1918–1977), Rolf (1919–1921) och Harald (född 1926).
Han hade, medan han var gift, ett mångårigt förhållande med den kvinnliga journalisten Kaj Andersson.